# 大序悬钩子
大序悬钩子（学名：Rubus grandipaniculatus）为蔷薇科悬钩子属下的一个种。

## 扩展阅读
- 維基物種上的相關：大序悬钩子